# Manbol
Manbol é um desporto similar ao voleibol que foi criado em 1992 nas ruas da cidade de Belém-PA como uma brincadeira, mas foi reconhecida como esporte em 2016 por uma lei municipal. Uma curiosidade sobre o esporte é que ele é a única modalidade no mundo que se joga com duas bolas ovais simultaneamente.
Quando criado, a brincadeira utilizava a fruta manga como uma bola, daí a origem do nome. 
Em 2004, o atleta Rui Hildebrando decidiu torna-lo profissional, criando regras e uma bola especial em formato de manga. Em 2005, o Ministério do Esporte oficializou o nome do esporte e a criação das regras.
Em 2016, após ser reconhecido como esporte por uma lei municipal da cidade de Belém-PA, o Manbol está instituído oficialmente em mais de 60 escolas municipais da capital paraense.
Em 2021 foi-se disputado o primeiro campeonato a nível nacional. Ao se tornar profissional, o esporte passou a uilizar bola que tem formato de uma manga, e não mais a fruta em si.

## Regras
- Fonte:Jornal O Liberal[2]

Assim como no voleibol, o principal objetivo do Manbol é fazer com que a bola, que tem formato de uma fruta manga toque o chão da quadra adversária. Para isso, o jogador deve arremessá-la abaixo da linha do ombro.
O esporte utiliza duas bolas simultaneamente - elas têm formato oval, possuem 20cm de tamanho e circunferência, e pesam 70g. Quando a primeira bola passa da rede, a segunda precisa entrar em jogo, ambas lançadas e conduzidas com as mãos. Quem pegar a primeira não pode pegar a segunda. Assim se inicia a disputa.
A quadra tem as dimensões de 10 metros de comprimento por cinco de largura, mais duas áreas pequenas, chamadas 2L, utilizadas para os dois primeiros lances. A rede fica a uma altura de 1,65m. O manbol pode ser disputado individualmente ou em até times com três membros.
O jogo tem início com o jogador atrás da linha de saque sacando apenas uma das bolas, que deverá ser lançada por cima da rede tendo como objetivo alcançar um determinado espaço na quadra adversária denominado de área 2-L. Após a primeira bola ter sido recebida pelo adversário na área 2-L, o primeiro deverá lançar a segunda bola, sendo que está poderá ser dirigida a qualquer ponto da quadra adversária. Nenhum dos jogadores poderá manter a posse de ambas as bolas ao mesmo tempo ou de uma delas por mais de dois segundos. As bolas continuarão a ser lançadas de uma quadra a outra até que uma delas - ou ambas - sejam finalizadas (caindo no chão da quadra adversária - ponto a favor - ou caindo no chão fora da área delimitada - ponto contra). Essa disputa é chamada rally (CBM, 2006). Vence a partida o jogador - ou equipe - que vencer dois sets de doze pontos.